# Geocronologie
Se numește geocronologie acea parte a geologiei care se ocupă cu determinarea vârstei rocilor, stratelor, proceselor și fenomenelor terestre din trecut, a formelor de relief și chiar a Pământului ca planetă. 
Pe baza marilor discordanțe stratigrafice și a evoluției viețuitoarelor s-a elaborat o scară cronologică relativă, împărțind trecutul geologic al Pământului în ere, perioade și epoci (vezi Paleogeografie), iar pe baza metodelor radioactive s-a elaborat o scară cronologică absolută.

## Metode de datare
Pentru datarea vârstei Pământului și a meteoriților se pot utiliza mai multe metode, principalele fiind următoarele:
- Metoda samariu– neodim,
- Metoda rubidiu – stronțiu,
- Metoda reniu – osmiu,
- Metoda lutețiu – hafniu,
- Metoda potasiu – argon,
- Metoda uraniu – thoriu – plumb,
- Metoda carbonului-14,
- Metoda urmelor de fisiune,
- Metoda termoluminiscenței,
- Metoda clorului-36,
- Metoda tritiului – heliu-3,
- Metoda dezechilibrelor din familiile uraniului,
- Metoda rezonanței electronice de spin,
- Metoda argon-39 – argon-40,
- Metoda izotopilor cosmogeni: beriliu-10, aluminiu-26, și calciu-40,
- Metoda carbonului-14 detectat cu spectrometrul de masă cu accelerator,
- Metoda siliciului-32 și a argonului-39,
- Metoda plumbului-210

## Științe în sprijinul geocronologiei
- Palinologia, ca disciplină botanică care se ocupă cu studiul polenului și al sporilor actuali și fosili, oferă date importante privind aspectele diferite ale vegetației actuale și din trecut, cadrul climatic din vechime, oscilațiile climatice, peisajul fitogeografic dintr-o anumită perioadă. Totodată, palinologia ajută la elaborarea scărilor geocronologice prin precizarea unor faze de vegetație sau la identificarea unor complexe interstadiale și interglaciare etc.

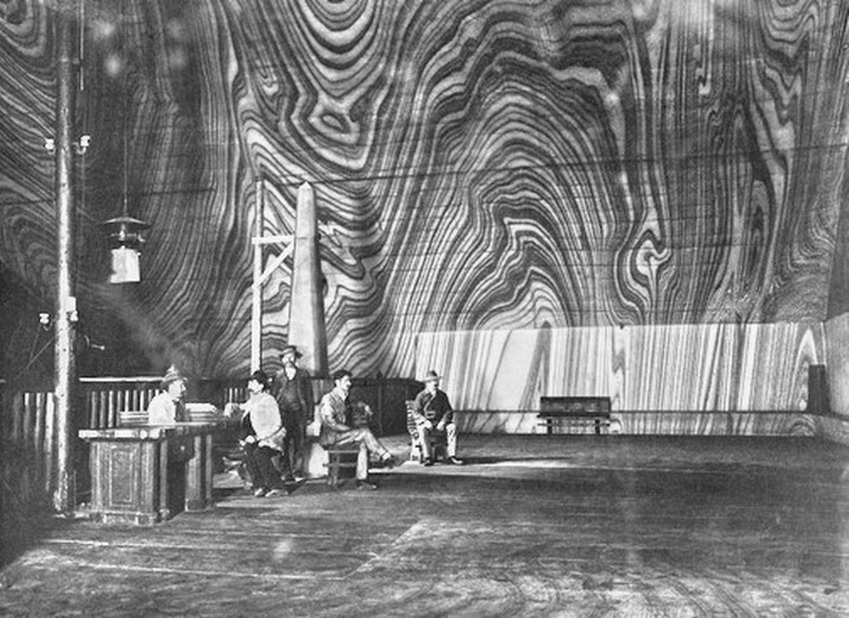
Varve ȋn masivul de sare gemă de la Ocna Mureş

- Cronologia varvelor.

## Aplicarea în practică
După ce Facultatea de Geologie a Universității Babeș-Bolyai a achiziționat o microsondă electronică în valoare de un milion de euro, printr-un program european destinat dotării cu aparatură de ultima generație pentru cercetare, a început să o folosească într-un proiect de cercetare pentru stabilirea geocronologiei rocilor magmatice și metamorfice din România. Cercetătorii au stabilit, după câțiva ani de studii, că rocile magmatice și metamorfice de pe teritoriul României nu sunt atât de vechi cum se credea și că pe hărțile geologice care acoperă întreg teritoriul României aceste roci erau trecute cu vârste inexacte, cu o diferențe de zeci până la sute de milioane de ani. De exemplu, se considera la un moment dat că toate formațiunile metamorfice și o bună parte din cele magmatice sunt precambriene, deci foarte vechi. În realitate, acestea sunt mai noi, astfel că hărțile geologie ale României vor trebui modificate.